# Monopetalanthus heitzii
Monopetalanthus heitzii é uma espécie vegetal da família Fabaceae.
Pode ser encontrada nos seguintes países: Gabão e possivelmente em Camarões.
Está ameaçada por perda de habitat.